# (株)世界衝撃映像社
『(株)世界衝撃映像社』（かぶしきがいしゃ せかいしょうげきえいぞうしゃ、THE WORLD IMPACT IMAGE COMPANY LTD.）は、フジテレビ系列で放送されていたバラエティ番組である。

## 概要
架空の映像製作会社である「（株）世界衝撃映像社」の社長・カルロス・ゴードンから指令を受けたディレクター陣（若手・中堅芸人）が、世界各地の現場に赴き自ら取材した映像を基に作成される超密着ドキュメントバラエティ番組である。社長のゴードンは日本語が話せないため専属通訳士を介してディレクター陣に指令を出す。放送される「衝撃映像」は全てこの番組で制作したものであり、後年になって盛んに見られるようになった他から入手した衝撃映像を流すということはしない。
衝撃映像を観覧した後、映像を見に来たバイヤー（ゲスト）を交えたトークを行う流れになっている。
司会進行はプロデューサー役の高田純次とAP（アシスタント・プロデューサー）役の加藤綾子が行う。副社長役のマツコ・デラックスはコメンテーターとして出演。
2010年7月3日に『土曜プレミアム』枠で単発放送され、同年10月16日から『人志松本の○○な話』の枠移動による後番組としてレギュラー放送化された。
2011年2月12日は「めちゃ²衝撃映像社」として20時台の『めちゃ²イケてるッ!』とコラボした2時間スペシャルを放送した。
視聴率は10%前後であったが、放送開始からわずか半年で打ち切りが決定した。
2011年3月12日を以て番組自体が終了する予定となっていたものの、当日は東日本大震災関連の報道特別番組を放送したため休止となり、振替放送も実施されなかったことから前週の3月5日を以てレギュラー放送終了（事実上最終回未放映のまま打ち切り）となった。お蔵入りになった最終回の放送について視聴者からはテレビ局に抗議の電話、メールが殺到した。その幻の最終回が8月20日に土曜α（関東ローカル、12:00-12:55）枠にて放送された他、新潟総合テレビでも島田紳助の影響で土曜16:30 - 17:25に放送している『開運!なんでも鑑定団』（テレビ東京）の放送が当面休止となるため、2011年8月27日の16:30 - 17:25に『なんでも鑑定団』の代替番組として放送された。
2011年8月27日には『土曜プレミアム』枠にてレギュラー放送終了後のスペシャルとして放送され、視聴率は14.0%（関東地区・ビデオリサーチ調べ）だった。
2012年3月17日には特番第2弾として放送された。

## 主な企画
警察密着24時
狩野英孝が世界各地の警察に密着取材し現地の治安情勢を取材する企画。これまでに「マニラ市警」「プノンペン警察」に所属し臨時警察官としてスラム街の警備、盗難車両の追跡、ケンカの仲裁、消火活動などを体験取材。狩野自ら逃走者を逮捕したこともある。
ホッピングマン
ペナルティが世界各地の危険地帯でホッピングを行う企画。ホッピングを行うのはワッキー。これまでにノルウェーの宙に浮く岩、アメリカの孤立した岩（マッシュルームタワー）、バヌアツの火山口でホッピングを成功させている。
ホームステイin部族
平成ノブシコブシが世界の秘境で生活する部族の家にホームステイし現地生活を体験する企画。これまでにインドネシアのコロワイ族、エチオピアのスルマ族、マリ共和国のドゴン族に滞在し現地の風習や祭りに参加。現地生活への順応が早く部族とのコミュニケーションに積極的な徳井に対し吉村は遅い。この企画がコンビのブレイクのきっかけとなった。

## 出演者

### 司会・進行
- カルロス・ゴードン代表取締役社長：ジョン・オーウェンズ（俳優）
- 通訳：小熊弥生（本物の同時通訳者）[3]
- 副社長：マツコ・デラックス
- プロデューサー：高田純次
- AP（アシスタントプロデューサー）：加藤綾子（フジテレビアナウンサー）
- ナレーション：松元真一郎（フジテレビアナウンサー）、沢田澄代

### ディレクター（芸人）
パイロット版
- FUJIWARA
- 有吉弘行
- ペナルティ
- いとうあさこ

- 響
- 平成ノブシコブシ
- アジアン
- オリエンタルラジオ

レギュラー版
- アジアン
- 有吉弘行
- アンジャッシュ
- オリエンタルラジオ
- 狩野英孝
- くまだまさし

- サバンナ
- ザブングル
- しずる
- 島田秀平
- ジャルジャル
- スリムクラブ

- ダイノジ
- 竹山隆範
- たんぽぽ
- 土田晃之
- 椿鬼奴
- 友近

- ハイキングウォーキング
- ピーマンズスタンダード
- 響
- FUJIWARA
- フットボールアワー
- フルーツポンチ

- 平成ノブシコブシ
- ペナルティ
- もう中学生
- 安田大サーカス
- よゐこ
- 我が家

スペシャル版
- あき竹城
- 有吉弘行
- 狩野英孝
- サバンナ

- 重盛さと美
- 杉村太蔵
- ダイノジ
- 高橋真麻

- 土田晃之
- 友近
- 東国原英夫
- ピーマンズスタンダード

- 福田彩乃
- フットボールアワー
- 平成ノブシコブシ

### バイヤー
パイロット版
- 上地雄輔
- 本仮屋ユイカ
- 前田典子
- 渡部陽一

レギュラー版
- 敦士
- 石坂優子
- 市川亀治郎
- 市川春猿
- ISSA
- 岩下尚史

- エリック・ジェイコブセン
- 北乃きい
- 後藤ひろひと
- 佐伯チズ
- 三中元克
- 杉山愛

- 鈴木紗理奈
- 武田真治
- 谷原章介
- 冨永愛
- トリンドル玲奈
- 林家木久扇

- ピーター
- 平野綾
- 廣田遥
- ベルナール・アッカ
- 細川茂樹
- ミッツ・マングローブ

- 宮本隆治
- 本仮屋ユイカ
- 森理世
- ヨンア
- 渡部陽一
- 渡部豪太

スペシャル版
- 岩下尚史
- 鈴木砂羽
- 高橋英樹

- 三ツ矢雄二
- ローラ
- 渡部陽一

## ネット局と放送時間
| 放送対象地域   | 放送局                                          | 系列                                         | 放送曜日・時間     | 備考       |
| -------------- | ----------------------------------------------- | -------------------------------------------- | ------------------ | ---------- |
| 関東広域圏     | フジテレビ(CX) （『(株)世界衝撃映像社』製作局） | フジテレビ系列                               | 土曜 19:00 - 19:57 | 同時ネット |
| 北海道         | 北海道文化放送(UHB)                             | フジテレビ系列                               | 土曜 19:00 - 19:57 | 同時ネット |
| 岩手県         | 岩手めんこいテレビ(MIT)                         | フジテレビ系列                               | 土曜 19:00 - 19:57 | 同時ネット |
| 宮城県         | 仙台放送(OX)                                    | フジテレビ系列                               | 土曜 19:00 - 19:57 | 同時ネット |
| 秋田県         | 秋田テレビ(AKT)                                 | フジテレビ系列                               | 土曜 19:00 - 19:57 | 同時ネット |
| 山形県         | さくらんぼテレビ(SAY)                           | フジテレビ系列                               | 土曜 19:00 - 19:57 | 同時ネット |
| 福島県         | 福島テレビ(FTV)                                 | フジテレビ系列                               | 土曜 19:00 - 19:57 | 同時ネット |
| 新潟県         | 新潟総合テレビ(NST)                             | フジテレビ系列                               | 土曜 19:00 - 19:57 | 同時ネット |
| 長野県         | 長野放送(NBS)                                   | フジテレビ系列                               | 土曜 19:00 - 19:57 | 同時ネット |
| 静岡県         | テレビ静岡(SUT)                                 | フジテレビ系列                               | 土曜 19:00 - 19:57 | 同時ネット |
| 富山県         | 富山テレビ(BBT)                                 | フジテレビ系列                               | 土曜 19:00 - 19:57 | 同時ネット |
| 石川県         | 石川テレビ(ITC)                                 | フジテレビ系列                               | 土曜 19:00 - 19:57 | 同時ネット |
| 福井県         | 福井テレビ(FTB)                                 | フジテレビ系列                               | 土曜 19:00 - 19:57 | 同時ネット |
| 中京広域圏     | 東海テレビ(THK)                                 | フジテレビ系列                               | 土曜 19:00 - 19:57 | 同時ネット |
| 近畿広域圏     | 関西テレビ(KTV)                                 | フジテレビ系列                               | 土曜 19:00 - 19:57 | 同時ネット |
| 島根県・鳥取県 | 山陰中央テレビ(TSK)                             | フジテレビ系列                               | 土曜 19:00 - 19:57 | 同時ネット |
| 岡山県・香川県 | 岡山放送(OHK)                                   | フジテレビ系列                               | 土曜 19:00 - 19:57 | 同時ネット |
| 広島県         | テレビ新広島(TSS)                               | フジテレビ系列                               | 土曜 19:00 - 19:57 | 同時ネット |
| 愛媛県         | テレビ愛媛(EBC)                                 | フジテレビ系列                               | 土曜 19:00 - 19:57 | 同時ネット |
| 高知県         | 高知さんさんテレビ(KSS)                         | フジテレビ系列                               | 土曜 19:00 - 19:57 | 同時ネット |
| 福岡県         | テレビ西日本(TNC)                               | フジテレビ系列                               | 土曜 19:00 - 19:57 | 同時ネット |
| 佐賀県         | サガテレビ(STS)                                 | フジテレビ系列                               | 土曜 19:00 - 19:57 | 同時ネット |
| 長崎県         | テレビ長崎(KTN)                                 | フジテレビ系列                               | 土曜 19:00 - 19:57 | 同時ネット |
| 熊本県         | テレビ熊本(TKU)                                 | フジテレビ系列                               | 土曜 19:00 - 19:57 | 同時ネット |
| 宮崎県         | テレビ宮崎(UMK)                                 | フジテレビ系列 日本テレビ系列 テレビ朝日系列 | 土曜 19:00 - 19:57 | 同時ネット |
| 鹿児島県       | 鹿児島テレビ(KTS)                               | フジテレビ系列                               | 土曜 19:00 - 19:57 | 同時ネット |
| 沖縄県         | 沖縄テレビ(OTV)                                 | フジテレビ系列                               | 土曜 19:00 - 19:57 | 同時ネット |
| 大分県         | テレビ大分(TOS)                                 | フジテレビ系列 日本テレビ系列                | 金曜 25:38 - 26:38 | 不明       |

## スタッフ

### レギュラー版
- 企画：片岡飛鳥（当時フジテレビ）
- ナレーション：松元真一郎、阿部知代、垂木勉、皆口裕子
- 構成：石原健次、渡辺真也、大平尚志、山内正之、長谷川大雲、尾首大樹
- 監修：玉井貴代志、〆谷浩斗
- 美術制作・デザイン：棈木陽次（フジテレビ）
- 美術進行：楫野淳司
- 大道具：松本達也
- 電飾：斎藤誠二
- 装飾：羽染香樹
- アクリル装飾：土屋祥太
- 特殊装置：永島哲哉
- アートフレーム：石井智之
- メイク：山田かつら
- 衣裳：山田斉
- CG：Orb
- TP：高瀬義美
- SW：藤本敏行
- カメラ：長瀬正人
- 映像：高橋正直
- 音声：森田篤
- 照明：川田敦士、安藤雄郎
- 編集：水野智史
- MA：鈴木久美子
- 音響効果：田中寿一
- 技術協力：ニユーテレス、FLT、マルチバックス、J-WORKS、ティ・ピー・ブレーン、IMAGICA、岩崎通信機、サクサ
- 海外リサーチ：川崎隆幸、ジーワン
- 海外コーディーネーター：エクセルマン エチオピア：スリ族編（スルマ族編），マリ共和国：ドゴン族編
- 制作協力：D:COMPLEX、ダイナマイトレボリューションカンパニー、HIHO-TV
- TK：水越理恵
- デスク：遠藤千恵美
- 編成：佐々木渉（フジテレビ）
- 広報：加藤麻衣子（フジテレビ）
- 協力プロデューサー：亀高美智子（フジテレビ）、清水宏泰（当時フジテレビ）
- AP：中村倫久（HIHO-TV）、中附智貴、菊地絢子、三枝英治（ダイナマイトレボリューションカンパニー）
- 制作プロデューサー：齋藤智礼（ダイナマイトレボリューションカンパニー）、疋田雅一（HIHO-TV）
- ディレクター：神尾昌宏（D:COMPLEX）、千葉隆弥・樽見近工（ダイナマイトレボリューションカンパニー）、井上陽史、浅野克己、児山昌平、大平進士、井上洋平、尾越功、中嶋亮介、及川博志、岸憲人
- オブザーバー：金子傑（フジテレビ）
- 演出：小仲正重（フジテレビ）
- プロデューサー：浜野貴敏（フジテレビ）
- チーフプロデューサー：神原孝（フジテレビ）
- 製作著作：フジテレビ

### パイロット版
- 制作総指揮：港浩一（フジテレビ）
- 企画統括：片岡飛鳥・清水宏泰（共に当時フジテレビ）
- 構成：小野高義、石原健次、渡辺真也、酒井健作、山内正之、大平尚志
- リサーチ：ジーワン
- コーディネーター：Antelope-Ball、イデアネットワーク、牧野孝子、Nishikawa Tours
- 美術制作：大坊雄二（フジテレビ）
- デザイン：棈木陽次（フジテレビ）
- 美術進行：楫野淳司
- 大道具：松本達也
- 電飾：森智
- 装飾：羽染香樹
- アクリル装飾：土屋祥太
- 特殊装置：栢本大輔
- アートフレーム：石井智之
- メイク：石井織恵
- 衣装：山田斉
- CG：松本幸也（orb）
- TP：高瀬義美
- SW：河西純
- カメラ：長瀬正人
- 映像：宮本学
- 音声：奈良岡純一
- 照明：川田敦史、安藤雄郎
- 編集：岩崎秀徳、太田正人
- MA：鈴木久美子
- 音響効果：田中寿一
- TK：水越理恵
- デスク：遠藤千恵美
- 広報：正岡高子（フジテレビ）
- 編成：佐々木渉（フジテレビ）
- 協力P：亀高美智子（フジテレビ）
- ディレクター：千葉隆弥、樽見近工、神尾昌宏、井上陽史、浅野克己、大平進士
- 監修：〆谷浩斗、疋田雅一
- 演出：金子傑・小仲正重（フジテレビ）
- プロデューサー：浜野貴敏（フジテレビ）
- チーフプロデューサー：神原孝・石井浩二（フジテレビ）
- 映像協力：フォーミュレーション、さいたま水族館
- 技術協力：ニユーテレス、FLT、マルチバックス、岩崎通信機、msi、ツインバード工業
- 制作協力：D:COMPLEX、ダイナマイトレボリューションカンパニー、HIHO-TV
- 制作：フジテレビバラエティ制作センター
- 制作著作：フジテレビ